# Pinball Magic
 (mai 2025).
Si vous disposez d'ouvrages ou d'articles de référence ou si vous connaissez des sites web de qualité traitant du thème abordé ici, merci de compléter l'article en donnant les références utiles à sa vérifiabilité et en les liant à la section « Notes et références ».
Pinball Magic est un jeu vidéo de flipper sorti en 1990 sur Amiga, Amstrad CPC, Atari ST et DOS. Le jeu a été développé et édité par Loriciel.

## Super Pinball Magic
Super Pinball Magic est un jeu vidéo de flipper sorti en 1991 et fonctionne sur GX-4000. Le jeu a été développé et édité par Loriciel.